# Lago Bannwald
El lago Bannwald (en alemán: Bannwaldsee) es un lago situado en la región administrativa de Suabia, en el estado de Baviera (Alemania), a una elevación de 786 metros; tiene un área de 2.28 km². 